# Miuzela
Miuzela ist ein Ort und eine ehemalige Gemeinde (Freguesia) im portugiesischen Kreis (Concelho) von Almeida. In der Gemeinde lebten 368 Einwohner (Stand 30. Juni 2011).

## Verwaltung
Im Zuge der kommunalen Neuordnung wurde die Gemeinde Miuzela zum 29. September 2013 offiziell mit der Gemeinde Porto de Ovelha zur União das Freguesias de Miuzela e Porto de Ovelha zusammengelegt. Der Sitz der neuen Gemeinde ist Miuzela.

## Verkehr
Miuzela ist ein Haltepunkt der Eisenbahnstrecke Linha da Beira Alta.

## Söhne und Töchter
- Ramiro Ladeiro Monteiro (1931–2010), Sozialwissenschaftler und Chef des portugiesischen Nachrichtendienstes Serviço de Informações de Segurança (SIS)